# Misumenops lacticeps
Misumenops lacticeps là một loài nhện trong họ Thomisidae.
Loài này thuộc chi Misumenops. Misumenops lacticeps được Cândido Firmino de Mello-Leitão miêu tả năm 1944.